# Chaudeau de Bois-d'Haine
Le Chaudeau ou Caudia de Bois-d'Haine est une fête folklorique annuelle organisée dans le village de Bois-d'Haine faisant partie de la commune belge de Manage en province de Hainaut. Son nom provient de la nutritive mixture qui y est préparée sur la place de village et offerte à la population en fin de journée. 
En juin 2020, la 604e édition du chaudeau sera organisée. Il compte parmi les chefs-d’œuvre du Patrimoine oral et immatériel de la Fédération Wallonie-Bruxelles depuis 2010. 

## Origine
Le terme chaudeau apparait déjà dans des écrits du XIIe siècle définissant une boisson chaude, énergisante et calorique. L'année retenue pour la fondation du chaudeau est 1411. Toutefois, aucun document n'a jusqu'à présent été découvert prouvant l'origine exacte du premier chaudeau. C'est un titre du Courrier de L’Escaut du 30 juin 1895 qui permet de fixer la première édition du chaudeau : "Énormément de monde mardi soir, à Bois-d’Haine, où a eu lieu le 484e anniversaire de la cérémonie du Chaudeau, une des plus anciennes coutumes du bassin du Centre". 1895 - 484 = 1411.
Pour justifier son origine, trois hypothèses sont avancées : la première explique qu'il s'agit d'une mutation catholique de fêtes solsticiales druidiques (culte de l'arbre) qui consacraient les jeunes guerriers, la deuxième raconte qu'il s'agit d'un repas offert par les pères prémontrés remplaçant le seigneur local à l'occasion de la perception de la dîme, la troisième explique qu'il est question d'un repas offert aux mères de familles plaçant leurs enfants sous la protection de Saint Jean.

## Déroulement de la fête
Le chaudeau se déroule le mardi suivant le dernier dimanche de juin, sous la forme d'un cortège comprenant des attelages de deux chevaux de trait tractant chacun un char décoré ainsi que des dignitaires, un maître de cérémonie, des musiciens, des paysans et paysannes, des marmitons, tous costumés.  
Le départ a lieu à 12 h 30. Le parcours d'une longueur totale d'environ 11,6 km sillonne les rues et les alentours du village pour se terminer vers 21 h sur la place Roi Baudouin. Pendant ce parcours, une remise de médailles d'ancienneté et de nombreuses haltes sont organisées. Ce parcours relie grosso modo les différentes fermes où, jadis, il était possible  de se procurer les ingrédients (principalement le lait et les œufs) servant à confectionner le chaudeau ou caudia. C'est la quête.
La quête terminée, le cortège se dissout sous le vieux marronnier du village où l'on suspend trois chaudrons au moyen de chaines et d'un joug par-dessus un feu de fagots. Les quêteurs s'habillent alors en marmitons, produisent le chaudeau, en portent un pot au curé, puis chacun se précipite avec un récipient vers le breuvage apprécié. Le chaudeau ou caudia est un lait de poule chaud et non alcoolisé dans lequel sont trempés des mastelles, des petits pains ronds et sucrés.

## Personnages
- L'ordonnateur est à l'origine, pendant le rituel, le maître de cérémonie.
- Les paysans sont habillés d'un sarrau bleu, d'un pantalon blanc, d'un foulard rouge à pois blancs et d'une casquette foncée. Ils participent au parcours et au ramassage des ingrédients, dansent et accompagnent l'ordonnateur et les marmitons dans leurs déplacements lors du rituel.
- Les paysannes sont vêtues d'un chemisier blanc, d'un châle blanc, d'une charlotte blanche, d'un tablier bleu et d'une jupe de couleur foncée.
- Les marmitons accompagnent l'ordonnateur lors du rituel. Munis d'une cuillère géante en bois pendant le parcours, ils surveillent les chaudrons pendant la cuisson du chaudeau, le cuisinent et le distribuent. Portant le calot, ils sont habillés tout en blanc à l'exception d'une ceinture et d'une cravate rouges.
- Le curé reçoit le premier bol de chaudeau servi sur le pas de porte de la cure[2].